# Ligue française pour les auberges de jeunesse
La Ligue française pour les auberges de jeunesse (LFAJ) est, en France, la plus ancienne des associations regroupant les auberges de jeunesse.
Elle ne doit pas être confondue avec la Fédération unie des auberges de jeunesse, autre grande fédération française (à la création de laquelle elle a contribué en 1956, mais dont elle n'est plus membre) affiliée à la Fédération internationale des auberges de jeunesse (FIAJ).

## Histoire
Marc Sangnier, inspiré par le mouvement fondé en Allemagne par Richard Schirrmann en 1911, crée en 1930 la LFAJ et ouvre la première « auberge de jeunesse » de France à Boissy-la-Rivière (Seine-et-Oise, aujourd'hui Essonne). En 1932, Sangnier devient cofondateur de la Fédération internationale des auberges de jeunesse (FIAJ). 
En 1956, la LFAJ devient partie prenante dans la fondation d'une organisation nationale unique d'auberges de jeunesse, la Fédération unie des auberges de jeunesse (FUAJ) regroupant plusieurs fédérations d'obédiences politique ou syndicale différentes. En 1959, la LFAJ se retire de la FUAJ, reprochant à celle-ci d’abandonner sa neutralité à propos des questions d’aide de l’État à l’école privée et de prendre position concernant la guerre d’Algérie. 
En 2004 naît, à l'initiative de la LFAJ, l'Union internationale des auberges de jeunesse des pays francophones (UIAJPF).
La LFAJ et UIAJPF sont des associations sans but lucratif.

## Missions
- Offrir toute l’année un mode d'hébergement économique,
- Proposer des activités sportives et culturelles,
- Favoriser les rencontres entre jeunes de tous les pays sans distinction de race, de nationalité, d'opinion politique ou religieuse.

## Implantation géographique
Les deux associations regroupent en France métropolitaine, en outre-mer et dans les pays francophones un important réseau d'auberges de jeunesse.
France métropolitaine
- France nord : Nord-Pas-de-Calais, Haute-Normandie, Basse-Normandie, Picardie, Île-de-France, Champagne-Ardenne, Lorraine et Alsace.
- France ouest : Bretagne, Pays de la Loire, Poitou-Charentes et Aquitaine.
- France ouest : Centre-Val de Loire, Bourgogne, Franche-Comté, Limousin, Auvergne et Rhône-Alpes
- France sud : Midi-Pyrénées, Languedoc-Roussillon, Provence-Alpes-Côte d'Azur et Corse.

Outre-Mer
- Guadeloupe
- La Réunion
- Mayotte

### Archives
- Inventaire du fonds d'archives  de la Ligue française pour les auberges de jeunesse conservé à La contemporaine.